# Tim Abromaitis
Timothy James Abromaitis (* 17. September 1989 in Waterbury, Connecticut) ist ein US-amerikanischer Basketballspieler. Nach dem Studium in seinem Heimatland spielt Abromaitis seit 2012 als professioneller Spieler in Europa. In Frankreich wurde er 2014 Vizemeister mit Strasbourg IG. Nach einer Saison in der deutschen Basketball-Bundesliga bei den Löwen Braunschweig spielt Abromaitis seit 2015 in der spanischen Liga ACB für Iberostar in Teneriffa auf den Kanarischen Inseln.

## Karriere
Abromaitis’ Vater James spielte nach dem Studium an der University of Connecticut (UConn) ebenfalls professionell Basketball in Europa unter anderem für Real Madrid, wo er eine spanische Vizemeisterschaft errang, und im italienischen Triest. Tim Abromaitis, dessen Urgroßeltern aus Litauen stammen, ging jedoch nach seiner Schulzeit in Farmington (Connecticut) zum Studium an die University of Notre Dame in Indiana, wo er für die Hochschulmannschaft Fighting Irish im Basketball in der damaligen Big East Conference, in der auch die UConn Huskies spielten, aktiv wurde. In seiner ersten Saison als Freshman kam er jedoch nur auf zwölf Kurzeinsätze, so dass er die folgende Saison 2008/09 aussetzte. In seiner eigentlichen „Sophomore-Season“ kam er dann als Starter zurück und führte die Mannschaft in der darauffolgenden Saison 2010/11 zusammen mit Ben Hansbrough gar zu einer Saisonbilanz von 27 Siegen zu sieben Niederlagen, den wenigsten Saisonniederlagen in über 30 Jahren der Fighting Irish und der besten Siegquote seit noch längerer Zeit. Nach der knappen Auftaktniederlage mit einem Punkt Unterschied im landesweiten NCAA-Endrundenturnier 2010 bekamen die Fighting Irish daraufhin 2011 eine vordere Platzierung in der Setzliste des Endrundenturniers. Nach einem Auftaktsieg verlor man jedoch bereits das zweite Spiel gegen die Überraschungsmannschaft der Florida State Seminoles recht deutlich mit 14 Punkten Unterschied.
Anschließend nahm Abromaitis im Sommer 2011 mit einer Collegeauswahl, der unter anderem Draymond Green, JaMychal Green sowie die später wie Abromaitis ebenfalls in Deutschland aktiven Greg Mangano, Trevor Mbakwe und Darius Miller angehörten, an der Sommer-Universiade 2011 teil. Nach der einzigen Turnierniederlage im Viertelfinale gegen Litauen mit zwei Punkten Unterschied gewann die US-Auswahl auch das abschließende Platzierungsspiel gegen die deutsche A2-Nationalmannschaft und erreichte den fünften Platz. In seiner folgenden abschließenden Saison im College als „Senior“ verletzte sich Abromaitis bereits nach zwei Einsätzen am Kreuzband, weshalb er auch diese Spielzeit aussetzte, aber sich als Novum eine dritte Auszeichnung als „Scholar-Athlete“ der Big East sicherte. Nachdem Abromaitis bereits die zweite Saison ausgesetzt hatte, wurde ihm ein Antrag auf eine weitere Spielzeit in einem sechsten Collegejahr verweigert, so dass Abromaitis nach seiner unglücklichen Freshman-Saison effektiv nur zwei Spielzeiten sein Können am College zeigen konnte. Zusammen mit seiner Verletzung reichte das daher nicht, um beim NBA-Draft 2012 in den zwei Runden von einem Klub der am höchsten dotierten Profiliga ausgewählt zu werden. Abromaitis’ Vater Jim war beim NBA-Draft 1979 in der damals noch vorhandenen fünften Runde an 95. Position von den New York Nets ausgewählt worden, ohne später ein Spiel in der NBA absolviert zu haben.
Nachdem Abromaitis durch sein zügiges akademisches Studium bereits 2011 einen Master of Business Administration erworben hatte, begann er nach der Rehabilitation von seiner Verletzung eine Karriere als professioneller Basketballspieler und bekam zur Saison 2012/13 einen Vertrag beim französischen Rekordmeister ASVEL aus Villeurbanne. Als drittplatzierte Mannschaft der Hauptrunde kehrte ASVEL in die Play-offs um die Meisterschaft zurück, in denen man jedoch Illkirch-Graffenstaden Basket aus Straßburg in der Halbfinalserie in zwei Spielen unterlag. Der spätere Vizemeister aus dem Elsass nahm daraufhin Abromaitis für die folgende Saison unter Vertrag, in der die Mannschaft als Hauptrundenerster erneut in die Finalserie um die Meisterschaft einzog. Nachdem Straßburg die zwei vorangegangenen Play-off-Serien jeweils über die „volle Distanz“ gewonnen hatte, verlor man jedoch die Finalserie glatt in drei Spielen ohne eigenen Sieg gegen den früheren Europapokalsieger Limoges CSP, der erst zwei Jahre zuvor wieder in die höchste Spielklasse zurückgekehrt war. Mit dem französischen Vizemeister nahm Abromaitis auch am höchstrangigen europäischen Vereinswettbewerb EuroLeague 2013/14 teil, in der man zusammen mit dem deutschen Meister Brose Baskets bereits nach der Vorrunde ausschied, aber im Eurocup 2013/14 weiterspielen durfte. Hier scheiterte man in der Zwischenrunde unter anderem am alten und neuen deutschen Pokalsieger Alba Berlin.
Nachdem seine Spielanteile in seiner zweiten Saison in Frankreich eher abgesunken waren, wechselte Abromaitis zur Basketball-Bundesliga 2014/15 nach Deutschland zu den Basketball Löwen aus Braunschweig. Nachdem die Braunschweiger zuvor zwei Jahre lang noch als Phantoms dem unteren Tabellendrittel angehört hatten, verhalf unter anderem Abromaitis mit seiner persönlichen Leistungssteigerung im Saisonverlauf der Mannschaft zu einer Rückkehr ins Tabellenmittelfeld. Auf dem neunten Tabellenplatz verpassten die Löwen nur knapp einen Platz in der Play-off-Finalrunde um die Meisterschaft. Für die darauffolgende Saison konnte sich Abromaitis einen Vertrag in der spanischen Liga ACB bei Iberostar 1939 sichern, die ihre Heimspiele auf der Kanareninsel Teneriffa austragen.